# La Vierge et l'Enfant entre saint Julien et saint Nicolas de Myre
La Vierge et l'Enfant entre saint Julien et saint Nicolas de Myre est une œuvre du peintre Lorenzo di Credi peinte à Florence vers 1494.

## Description
L'œuvre constitue la partie principale d'un retable de la chapelle Mascalzoni de l'église de Cestello, aujourd'hui Santa Maria Maddalena dei Pazzi de Florence. Sur la gauche du tableau, on voit saint Julien en prière devant l'Enfant Jésus qui lui fait signe. À droite, saint Nicolas de Myre est représenté. Les trois boules d'or (données pour la dot de trois filles pauvres) à ses pieds sont les attributs traditionnels de l'évêque, dispensateur de cadeaux et à l'origine de la légende de Saint Nicolas.
L'importance de la Vierge est soulignée par l'architecture et par sa position surélevée sur un trône placée dans une niche. Les deux saints de découpent sur un fond bleu céleste.
La prédelle du retable, qui comporte trois médaillons peints (l'Ange, la Vierge de l'Annonciation et un Christ au tombeau), est demeurée en place dans l'église, intégrée au cadre d'un tableau plus tardif.
L'œuvre est entrée au Louvre en 1812.
Une copie de cette œuvre, réalisée au XIXe siècle, se trouve dans l'église Saint-Lucien de La Courneuve et est inscrite au titre des monuments historiques.